# Stellanello
Stellanello is een gemeente in de Italiaanse provincie Savona (regio Ligurië) en telt 805 inwoners (31-12-2004). De oppervlakte bedraagt 17,5 km², de bevolkingsdichtheid is 44 inwoners per km².

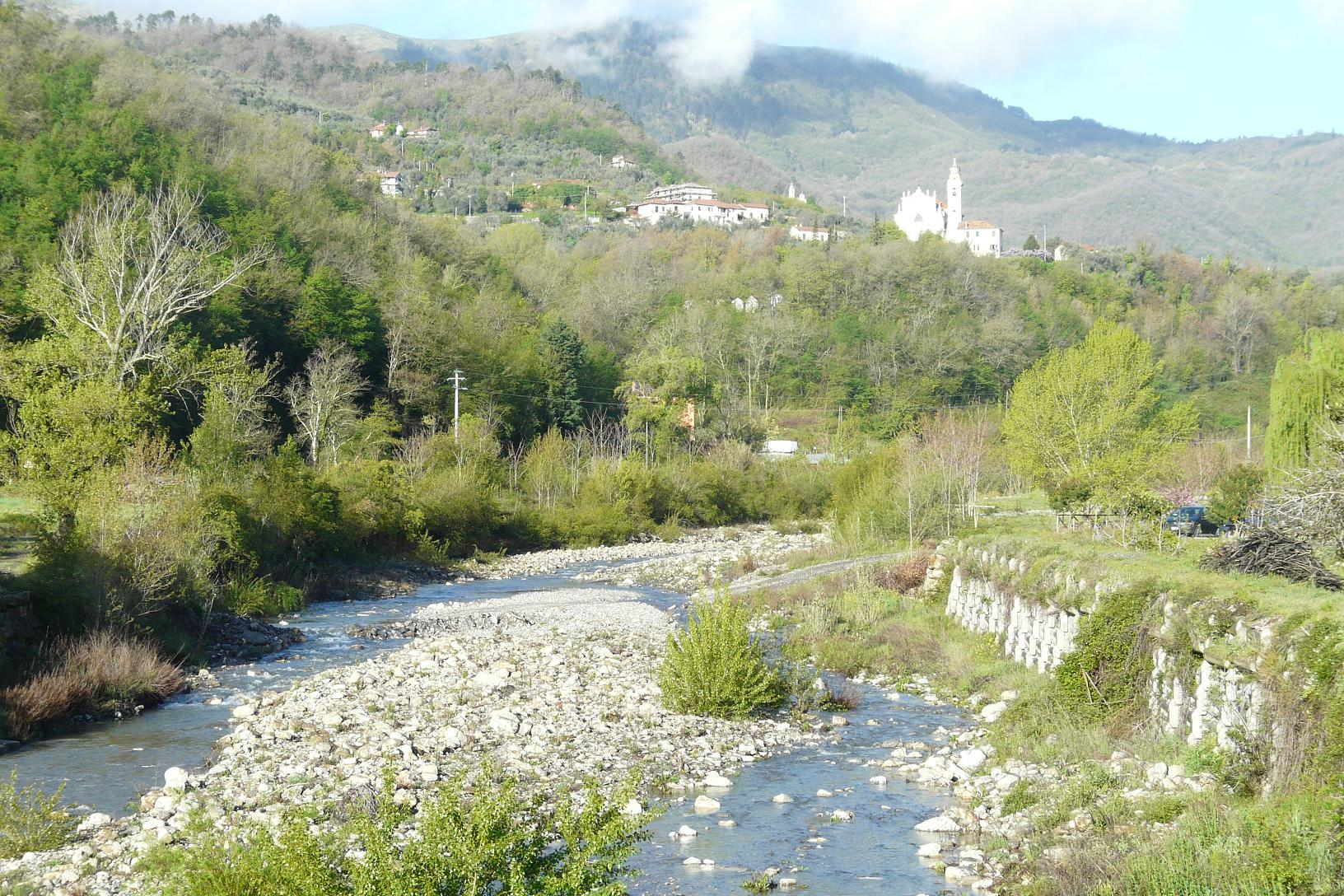
Stellano
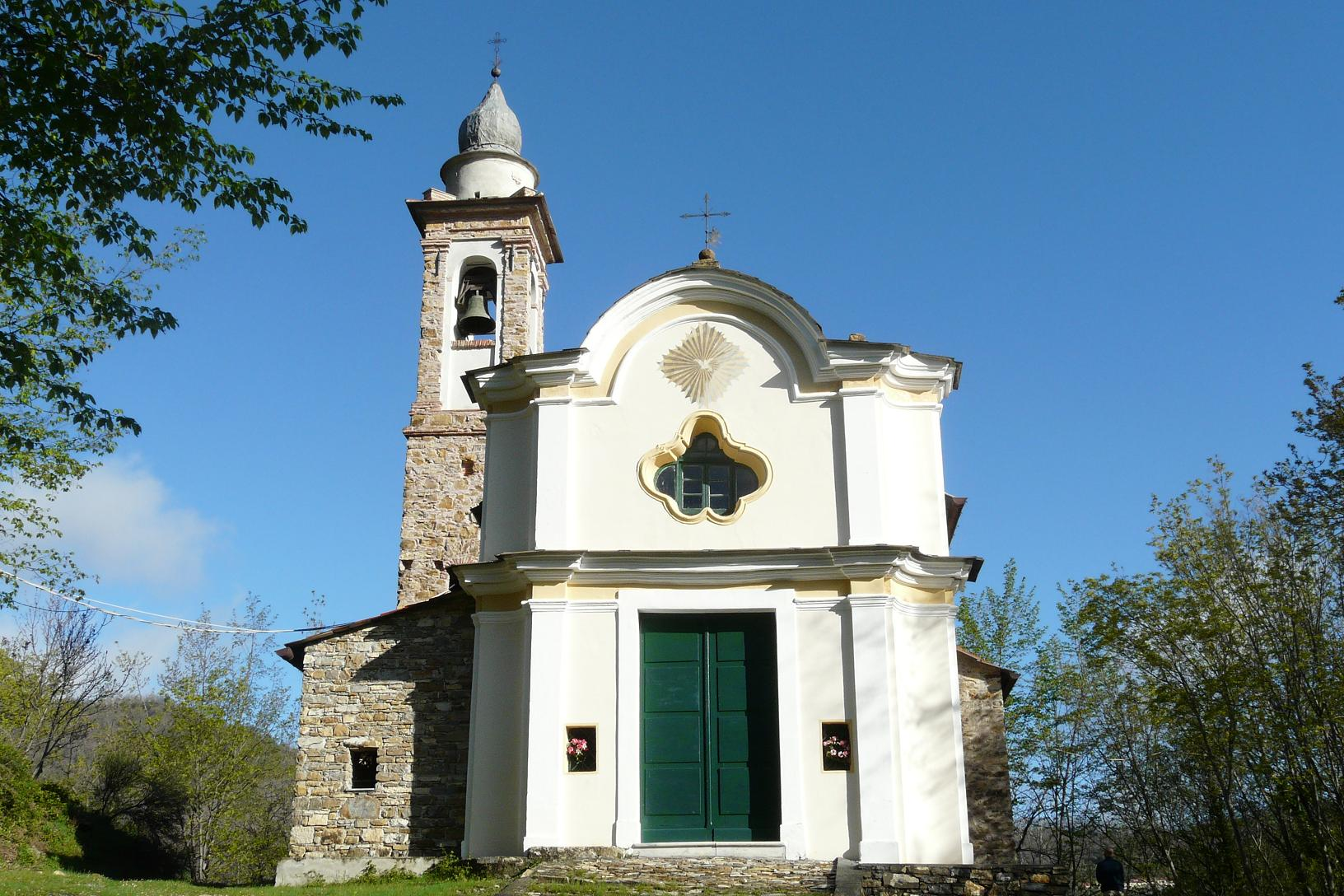
Santuario della Madonna di Loreto, Stellanello
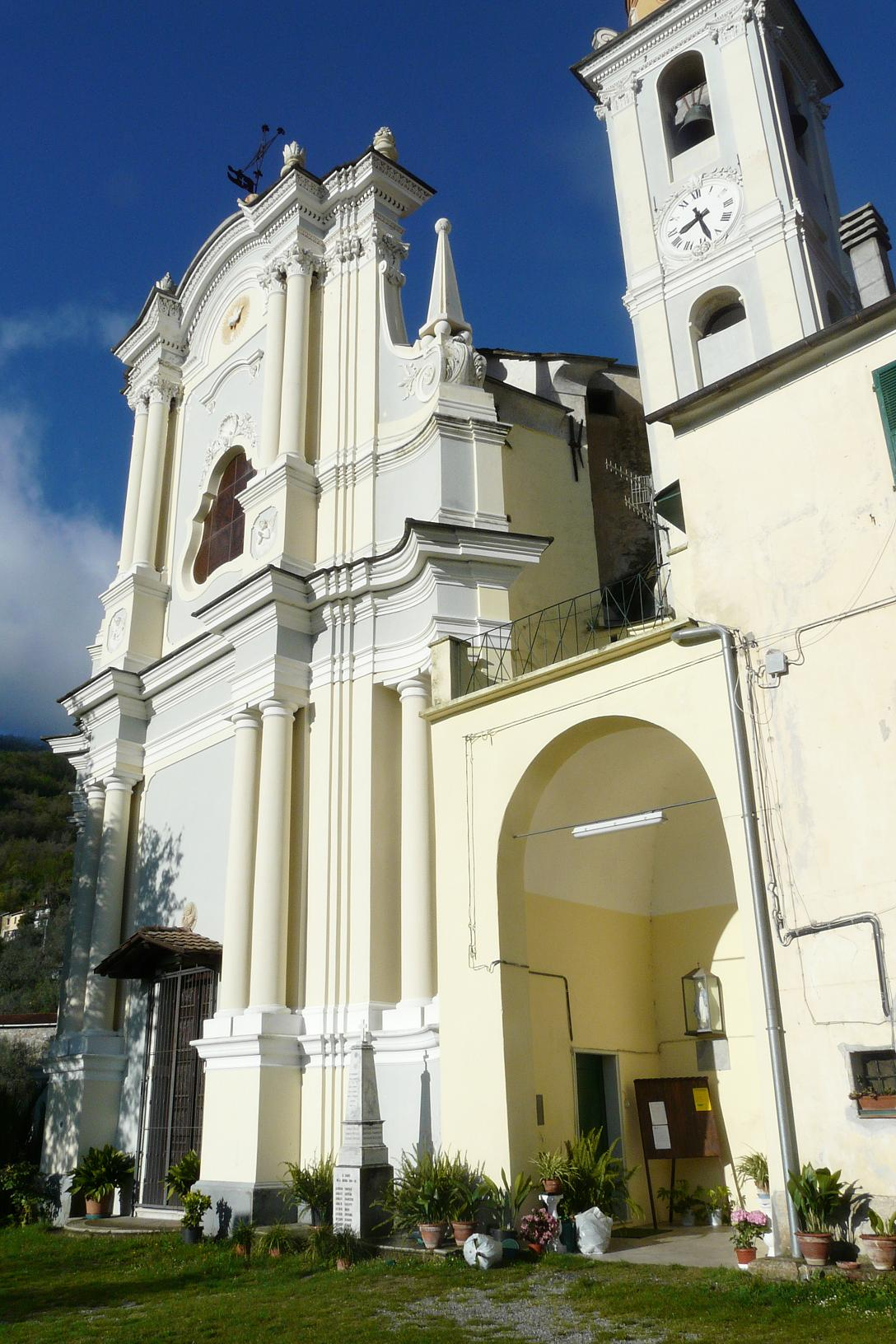
Kerk van St. Vincent en St. Anastasio, Stellanello
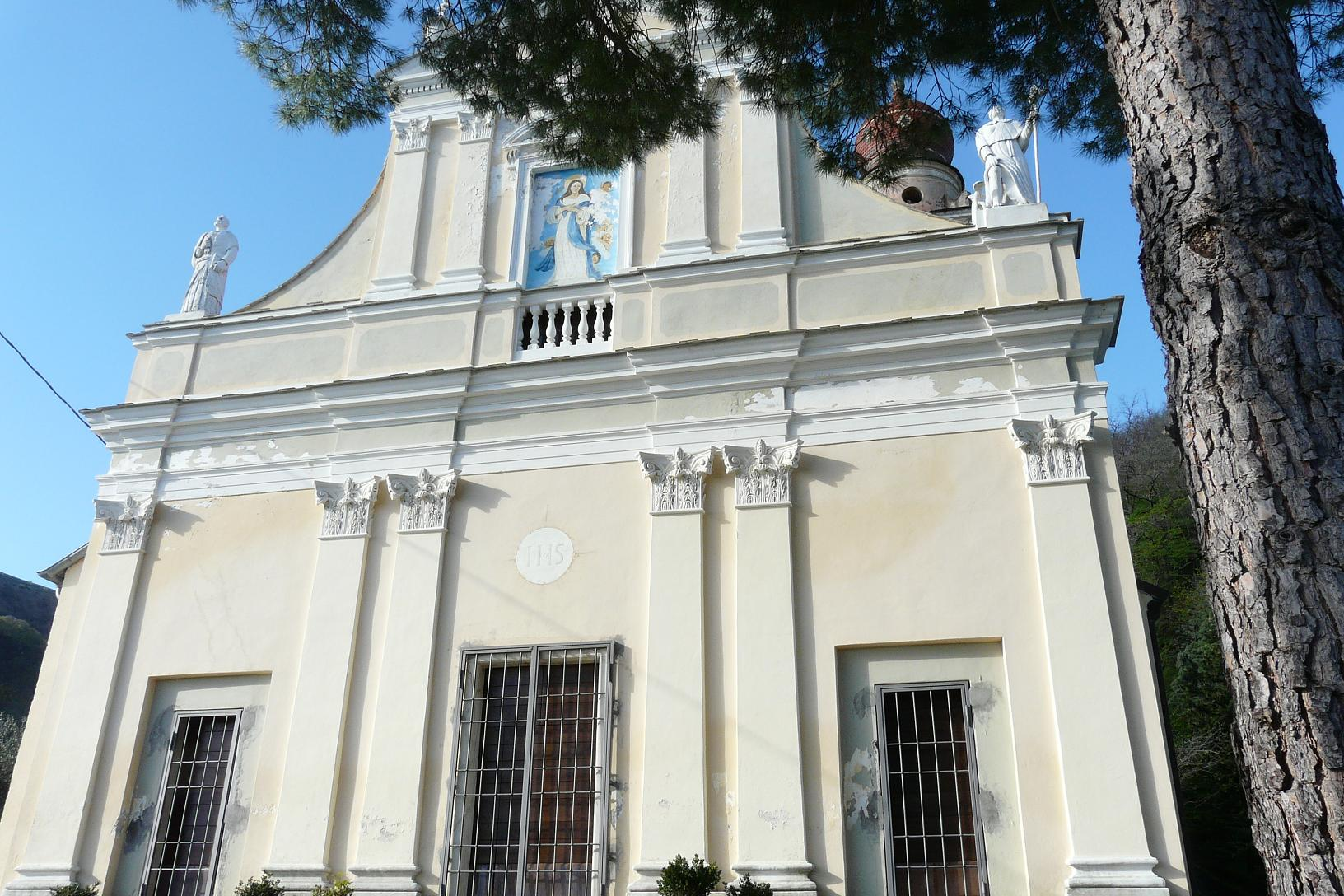
Kerk van Santa Maria del Bosco, Stellanello
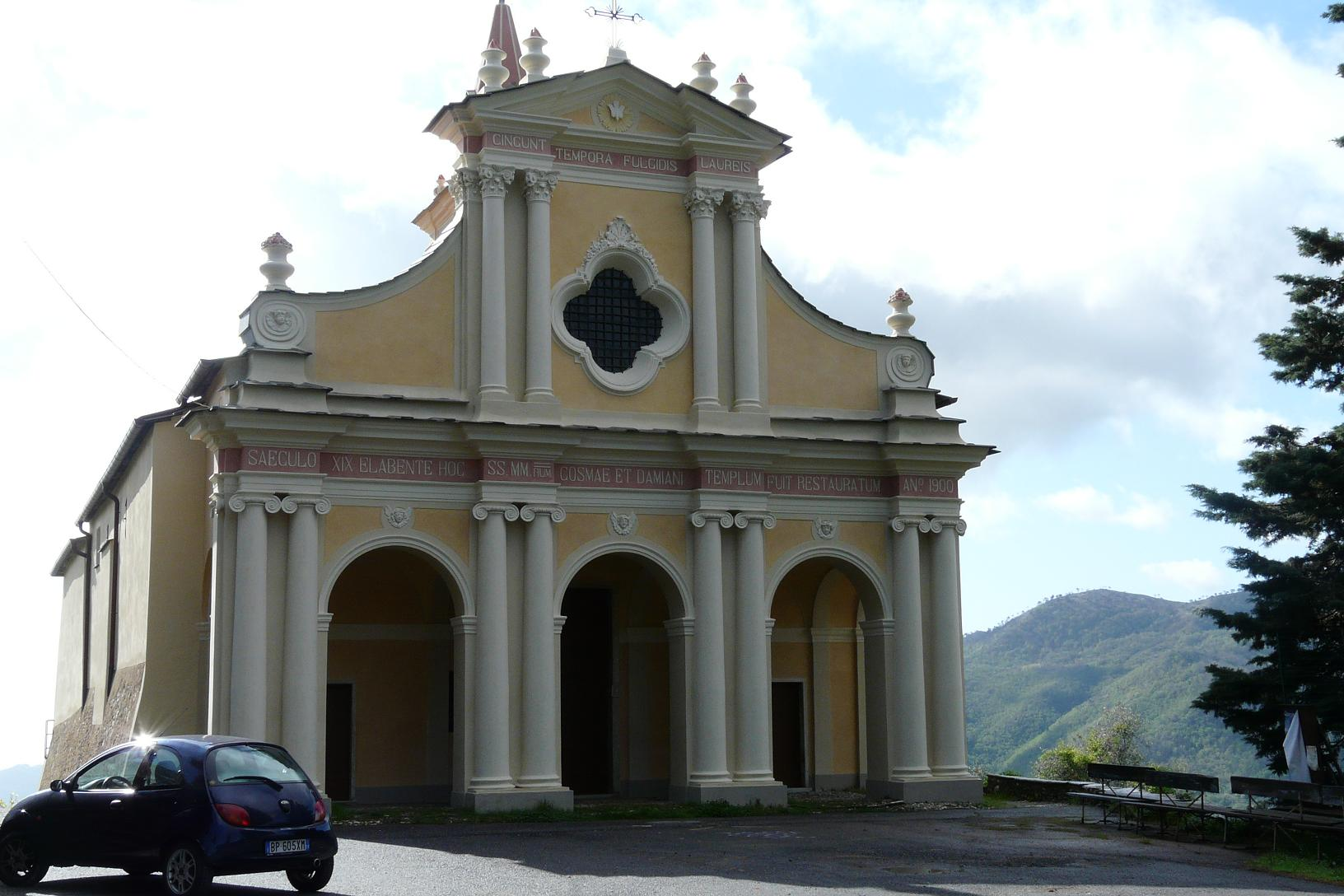
Kerk van St. Cosma en St. Damiano, Stellanello
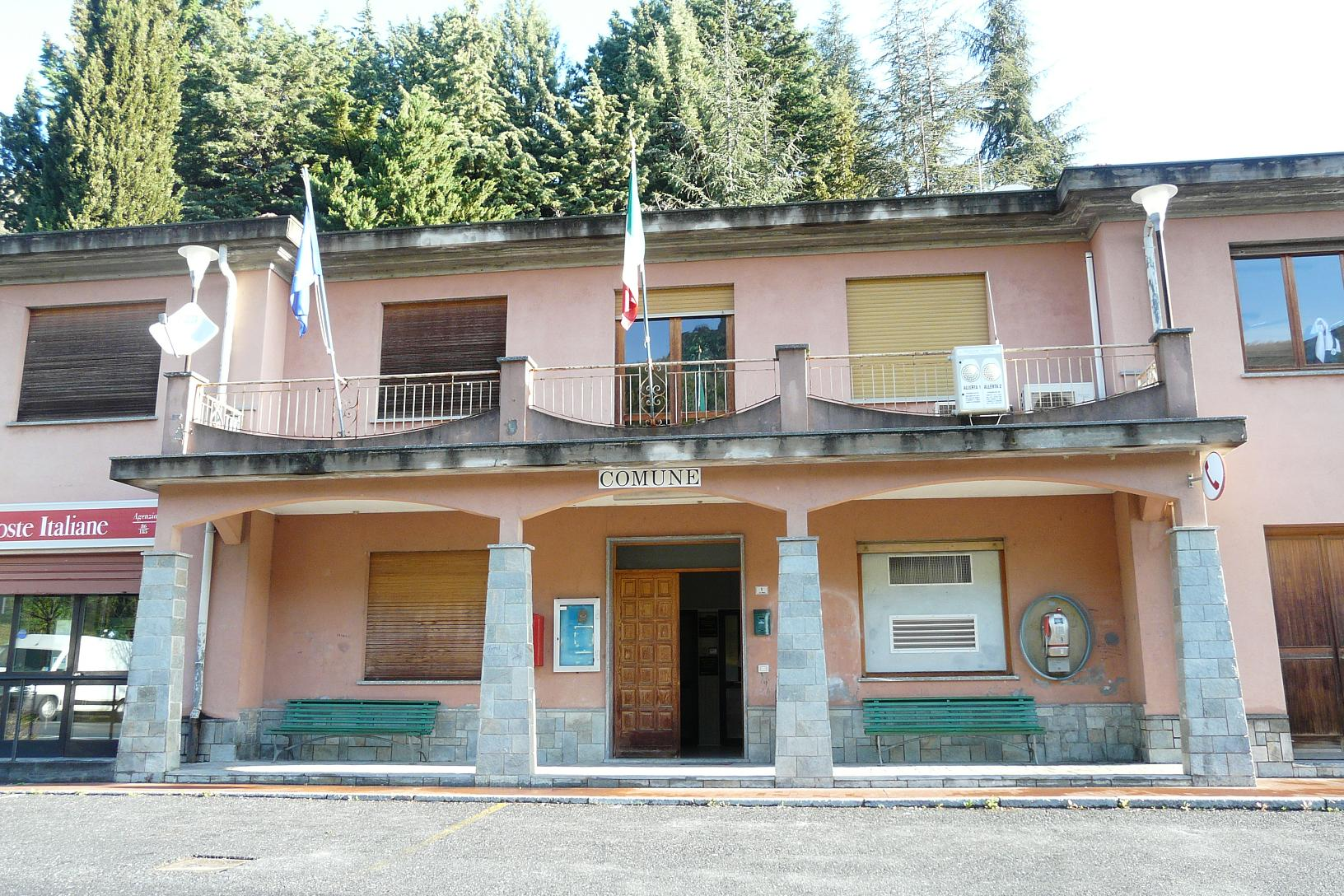
Gemeentehuis

## Demografie
Stellanello telt ongeveer 401 huishoudens. Het aantal inwoners steeg in de periode 1991-2001 met 19,1% volgens cijfers uit de tienjaarlijkse volkstellingen van ISTAT.
| Jaar | Inwoneraantal |
| ---- | ------------- |
| 1991 | 633           |
| 2001 | 754           |

## Geografie
Stellanello grenst aan de volgende gemeenten: Andora, Casanova Lerrone, Chiusanico (IM), Diano Arentino (IM), Diano San Pietro (IM), Garlenda, Testico, Villa Faraldi (IM).
Alassio · Albenga · Albisola Superiore · Albissola Marina · Altare · Andora · Arnasco · Balestrino · Bardineto · Bergeggi · Boissano · Borghetto Santo Spirito · Borgio Verezzi · Bormida · Cairo Montenotte · Calice Ligure · Calizzano · Carcare · Casanova Lerrone · Castelbianco · Castelvecchio di Rocca Barbena · Celle Ligure · Cengio · Ceriale · Cisano sul Neva · Cosseria · Dego · Erli · Finale Ligure · Garlenda · Giustenice · Giusvalla · Laigueglia · Loano · Magliolo · Mallare · Massimino · Millesimo · Mioglia · Murialdo · Nasino · Noli · Onzo · Orco Feglino · Ortovero · Osiglia · Pallare · Piana Crixia · Pietra Ligure · Plodio · Pontinvrea · Quiliano · Rialto · Roccavignale · Sassello · Savona · Spotorno · Stella · Stellanello · Testico · Toirano · Tovo San Giacomo · Urbe · Vado Ligure · Varazze · Vendone · Vezzi Portio · Villanova d'Albenga · Zuccarello
1. ↑  https://demo.istat.it/?l=it.